# هيلين ديلون
هيلين ديلون (بالإنجليزية: Helen Dillon)‏ هي حدائقية بريطانية، ولدت في 1940 في Dunning, Perth and Kinross ‏ في المملكة المتحدة.